# Emoji
Emoji (Nhật: 絵文字 (hội văn tự) nghĩa: chữ kiểu tranh ảnh) là các dạng ký tự dạng hình ảnh xuất hiện trong các tin nhắn điện tử và trang web. Một số ví dụ về emoji là 😃, 😭, và 😈. Emoji có nhiều loại, bao gồm biểu cảm khuôn mặt, vật thể thông thường, địa điểm, loại thời tiết và động vật. Chúng rất giống với biểu tượng cảm xúc bằng ký tự, nhưng emoji là hình ảnh chứ không phải chỉ là các kí tự; Thuật ngữ "emoji" theo nghĩa chặt chẽ đề cập đến những hình ảnh mà có thể được biểu thị dưới dạng các ký tự được mã hóa, nhưng đôi khi nó được áp dụng cho nhãn dán nhắn tin ở phần mở rộng. Ban đầu emoji có nghĩa là chữ tượng hình, cụm từ “emoji” đến từ romaji cho tiếng Nhật của từ ghép e (絵 - "hội" trong "hội họa", nghĩa là "bức tranh") + moji (文字, "văn tự"); sự tương đồng với các từ tiếng Anh là “emotion” và “emoticon” là hoàn toàn là ngẫu nhiên. Mã tập lệnh ISO 15924 cho emoji là Zsye.

Một biểu tượng Emoji.

Bắt nguồn từ những chiếc điện thoại di động ở Nhật Bản vào năm 1997, emoji ngày càng trở nên phổ biến trên toàn thế giới vào những năm 2010 sau khi được thêm vào một số hệ điều hành di động . Hiện tại chúng đã được coi là bộ phận lớn của nền văn hóa phương Tây. Vào năm 2015, Từ điển Oxford đã đặt tên cho emoji Tears of Joy (😂) là “Word of the Year”.

## Lịch sử